# Alingar
Alingar är ett distrikt i Afghanistan. Det ligger i provinsen Laghman, i den östra delen av landet, 120 kilometer öster om huvudstaden Kabul.
Distriktet beräknades år 2022 ha cirka 113 000 invånare.